# 鶴屋南北戯曲賞
鶴屋南北戯曲賞（つるやなんぼくぎきょくしょう）は、光文文化財団が主催する、新作戯曲を対象とした文学賞である。受賞者には正賞としてブロンズ像、副賞として賞金200万円が与えられる。選考委員は現役の演劇記者であり、朝日新聞、読売新聞、毎日新聞、日経新聞、東京新聞、報知新聞、共同通信から1人ずつ出る。

## 受賞作一覧

### 第1回から第10回
- 第1回（1998年） - 永井愛『ら抜きの殺意』
  - 候補作
    - 井上ひさし 『紙屋町さくらホテル』
    - 坂手洋二 『海の沸点』
    - 永井愛 『見よ、飛行機の高く飛べるを』
    - 別役実 『金襴緞子の帯締めながら』『雨が空から降れば』
    - 松田正隆 『月の岬』
    - マキノノゾミ 『東京原子核クラブ』『フユヒコ』
- 第2回（1999年） - 野田秀樹 『Right Eye』
  - 候補作
    - 岩松了 『水の戯れ』
    - 岡部耕大 『女傑』
    - ケラリーノ・サンドロヴィッチ 『フローズン・ビーチ』
    - 竹内銃一郎 『今宵限りは…』
    - 別役実 『山猫理髪店』
    - 松尾スズキ 『ヘブンズサイン』
- 第3回（2000年） - 三谷幸喜 『マトリョーシカ』
  - 候補作
    - 坂手洋二 『天皇と接吻』
    - 平田オリザ 『遠い日々の人』
    - 三谷幸喜 『温水夫妻　Mr. &Mrs. Nukumizu』
    - 松田正隆 『花のかたち』
    - 松尾スズキ 『母を逃がす』
    - 野田秀樹 『パンドラの鐘』
    - 鄭義信 『冬のひまわり』
- 第4回（2001年） - マキノノゾミ 『高き彼物』
  - 候補作
    - 別役実 『最後の晩餐』
    - 松尾スズキ 『キレイ』
    - ケラリーノ・サンドロヴィッチ 『ナイス・エイジ』
    - 斎藤憐 『恋ひ歌─白蓮と龍介』
- 第5回（2002年） - ケラリーノ・サンドロヴィッチ 『室温～夜の音楽～』
  - 候補作
    - 坂手洋二 『ピカドン・キジムナー』
    - 松尾スズキ 『エロスの果て』
    - 吉永仁郎 『静かな落日　広津家三代』
    - 土田英生 『悔しい女』
- 第6回（2003年） - 井上ひさし 『太鼓たたいて笛ふいて』
  - 候補作
    - 坂手洋二 『屋根裏』
    - 平田オリザ・金明和 『その河をこえて、五月』
    - 中島かずき 『アテルイ』
- 第7回（2004年） - 唐十郎 『泥人魚』
  - 候補作
    - 鈴木聡 『謎の下宿人～サンセット・アパート～』
    - 鐘下辰男 『アンコントロール?But now uncontrol?』
    - 平田オリザ 『南島俘虜記』
    - 坂手洋二 『心と意志』
    - 川村毅 『バラード』
- 第8回(2005年) - 坂手洋二 『だるまさんがころんだ』
  - 候補作
    - 鈴木聡 『裸でスキップ』
    - 篠原久美子 『ヒトノカケラ』
- 第9回（2006年） - 斎藤憐 『春、忍び難きを』
  - 候補作
    - 青木豪 『東風』
    - 佃典彦 『ぬけがら』
    - 土屋理敬 『梅津さんの穴を埋める』
    - 長塚圭史 『LAST SHOW』
- 第10回（2007年） - 本谷有希子 『遭難、』
  - 候補作
    - 青木豪 『エスペラント－教師たちの修学旅行の夜』
    - 平田オリザ 『ソウル市民　昭和望郷編』
    - 小幡欣治 『喜劇の殿さん』

### 第11回から第20回
- 第11回（2008年） - 別役実『やってきたゴドー』
  - 候補作
    - 東憲司 『軍鶏307』
    - 岩松了『シェイクスピア・ソナタ』
- 第12回（2009年） - 鄭義信『焼肉ドラゴン』
  - 候補作
    - 畑澤聖悟『親の顔が見たい』[1]
    - 福田善之『颶風のあと』
    - 長塚圭史『SISTERS』
    - 蓬莱竜太『まほろば』
- 第13回（2010年） - 小幡欣治『神戸北ホテル』
  - 候補作
    - 前川知大　『関数ドミノ』『奇ッ怪～小泉八雲から聞いた話』
    - 鐘下辰男　『大人の時間』
    - 岩松了　『マレーヒルの幻影』
- 第14回（2011年） - 前川知大『プランクトンの踊り場』
  - 候補作
    - 鈴木聡　『世界の秘密と田中』
    - 中津留章仁　『CONVENTION HAZARD～奇行遊戯』
    - 詩森ろば　『葬送の教室』
- 第15回（2012年） - 鈴木聡『をんな善哉』
  - 候補作
    - 中津留章仁 『黄色い叫び』
    - 東憲司 『オバケの太陽・・・ソノ太陽ハ沈マナイ・・・ソノ太陽ハ夢ヲ見ル・・・』
    - ふたくちつよし 『切り子たちの秋』
    - 桑原裕子 『往転－オウテン－』
    - 鈴木聡 『ハズバンズ＆ワイブズ』
- 第16回（2013年） - 川村毅『4 four』、東憲司『泳ぐ機関車…アリフレタ炭鉱町ノ…少年ノ物語…』
  - 候補作
    - 土田英生 『少しはみ出て殴られた』
    - 竹内銃一郎 『満ちる』
    - 中島かずき 『シレンとラギ』
    - 長田育恵 『青のはて－銀河鉄道前奏曲－』
- 第17回（2014年） - 北村想『グッドバイ』
  - 候補作
    - 中島かずき 『ZIPANG PUNK～五右衛門ロックIII』
    - 古沢良太 『趣味の部屋』
    - 岩松了 『不道徳教室』
    - 藤田貴大 『COCOON』
    - 長田育恵 『地を渡る舟』
- 第18回（2015年） - 桑原裕子『痕跡（あとあと）』
  - 候補作
    - 上田久美子『翼ある人びと − ブラームスとクララ・シューマン -』
    - 宮藤官九郎『万獣こわい』
    - 内藤裕子『初萩ノ花』
    - 田村孝裕『世界は嘘で出来ている』
    - 岡田利規『スーパープレミアムソフトＷバニラリッチ』
- 第19回（2016年） - 長田育恵『蜜柑とユウウツ―茨木のり子異聞―』
  - 候補作
    - 古川健『追憶のアリラン』
    - 野木萌葱『外交官』
    - 中村暢明『ざくろのような』
    - 山内ケンジ『水仙の花』
- 第20回（2017年） - 蓬莱竜太『母と惑星について、および自転する女たちの記録』
  - 候補作
    - 岩井秀人『夫婦』
    - 赤堀雅秋『同じ夢』
    - 蓬莱竜太『嗚呼いま、だから愛。』
    - 松尾スズキ『ゴーゴーボーイズ　ゴーゴーヘブン』
    - 詩森ろば『insider hedge2』

### 第21回から第30回
- 第21回（2018年） - 岩松了　『薄い桃色のかたまり』
  - 候補作
    - 瀬戸口郁 『食いしん坊万歳！～正岡子規青春狂詩曲～』
    - 古川健 『60’sエレジー』
    - 詩森ろば 『アンネの日』
    - ノゾエ征爾 『鳩に水をやる』

- 第22回（2019年） - 平田オリザ　『日本文学盛衰史』
  - 候補作
    - 高木達 『ぼたん雪が舞うとき』
    - 内藤裕子 『藍ノ色、沁ミル指ニ』
    - 古川健 『遺産』
    - 横山拓也 『逢いにいくの、雨だけど』

- 第23回（2020年） - 谷賢一 『1986：メビウスの輪』[2]
  - 候補作
    - 横山拓也　『ヒトハミナ、ヒトナミノ』
    - 松尾スズキ 『命、ギガ長ス』
    - 赤堀雅秋 『美しく青く』

- 第24回（2021年） - 中止（新型コロナウイルスの影響）[3][4]

- 第25回（2022年） - 岡田利規　『未練の幽霊と怪物―『挫波』『敦賀』―』
  - 候補作
    - 古川健 『帰還不能点』
    - 上田久美子 『桜嵐記』
    - 内藤裕子 『灯に佇む』
    - 横山拓也 『ジャンガリアン』

- 第26回（2023年） -  内藤裕子 『カタブイ、1972』[5]
  - 候補作
    - 畑澤聖悟『hana-1970、コザが燃えた日-』
    - 加藤拓也『もはやしずか』
    - 内藤裕子『ソハ、福ノ倚ルトコロ』
    - 横山拓也『猫、獅子になる』
    - 兼島拓也『ライカムで待っとく』

- 第27回（2024年） - 横山拓也 『モモンバのくくり罠』[6]
  - 候補作
    - 中村ノブアキ『磁界』
    - 原田ゆう『悼、灯、斉藤』
    - 加藤拓也『綿子はもつれる』『いつぞやは』
    - 古川健『同盟通信』

- 第28回（2025年） - 古川健『白き山』『つきかげ』[7]
  - 候補作
    - 土田英生『御菓子司 亀屋権太楼』
    - 三浦大輔『ハザカイキ』
    - 中村ノブアキ『地の面』
    - 永山智行『石を洗う』